# فرجينيا تيلي
فرجينيا تيلي (بالإنجليزية: Virginia Tilley)‏ هي عالمة سياسة أمريكية، ولدت في 1953.